# Onychomysis mingrelica
Onychomysis mingrelica är en kräftdjursart som beskrevs av Voldemar Czerniavsky 1882. Onychomysis mingrelica ingår i släktet Onychomysis och familjen Mysidae. Inga underarter finns listade i Catalogue of Life.